# 대한민국 상법 제184조
대한민국 상법 제184조는 설립무효, 취소의 소에 대한 상법 회사법의 조문이다.

## 조문
제184조 (설립무효, 취소의 소) ① 회사의 설립의 무효는 그 사원에 한하여, 설립의 취소는 그 취소권있는 자에 한하여 회사성립의 날로부터 2년내에 소만으로 이를 주장할 수 있다.

②민법 제140조의 규정은 전항의 설립의 취소에 준용한다.

第184條 (設立無效, 取消의 訴) ① 會社의 設立의 無效는 그 社員에 限하여, 設立의 取消는 그 取消權있는 者에 限하여 會社成立의 날로부터 2年內에 訴만으로 이를 主張할 수 있다.

②民法 第140條의 規定은 前項의 設立의 取消에 準用한다.

## 사례
- 회사의 사원인 류시원은 설립무효를 회사성립 후 3년 후에 제기하였다. 이는 2년이 지나서 무효이다.